# گئورگی ویتسین
گئورگی میخائیلوویچ ویتسین (روسی: Гео́ргий Миха́йлович Ви́цин؛ ۲۳ آوریل ۱۹۱۷ – ۲۲ اکتبر ۲۰۰۱) بازیگر اهل روسیه بود.
از فیلم‌ها یا برنامه‌های تلویزیونی که وی در آن نقش داشته است، می‌توان به سفرهای آقای کِـلِـکْسْ، سایه، دن کیشوت، پرنده آبی، برو اونجا، نمی‌دونم کجا، خرگوش و سیب، خرگوش و تفنگ و آدم‌ربایی، به سبک قفقازی اشاره کرد.
وی همچنین برندهٔ جوایزی همچون جایزه هنرمند مردمی اتحاد جماهیر شوروی شده است.